# 福田峰之
福田 峰之（ふくだ みねゆき、1964年4月8日 - ）は、日本の政治家。衆議院議員（3期）、内閣府副大臣（第3次安倍第3次改造内閣）、内閣府大臣補佐官（個人番号（マイナンバー）制度担当）、横浜市会議員（2期）等を務めた。

## 来歴

### 生い立ち
東京都目黒区で生まれ、小学3年頃から神奈川県横浜市で育つ。目黒サレジオ幼稚園、東京学芸大学附属世田谷小学校、東京学芸大学附属世田谷中学校、神奈川県立白山高等学校、立教大学社会学部産業関係学科（「現代産業企業論」：野田一夫ゼミ）卒業。1988年、亀井善之衆議院議員の事務所に入所し、亀井の秘書を務める。同年12月、亀井が竹下改造内閣で運輸政務次官に任命された際は、政務次官秘書官を務めた。

### 横浜市会議員として
1999年、横浜市会議員選挙に立候補し、初当選した。2003年、横浜市会議員再選。2005年、6年4ヶ月で市議を辞職。

### 衆議院議員（自由民主党）として

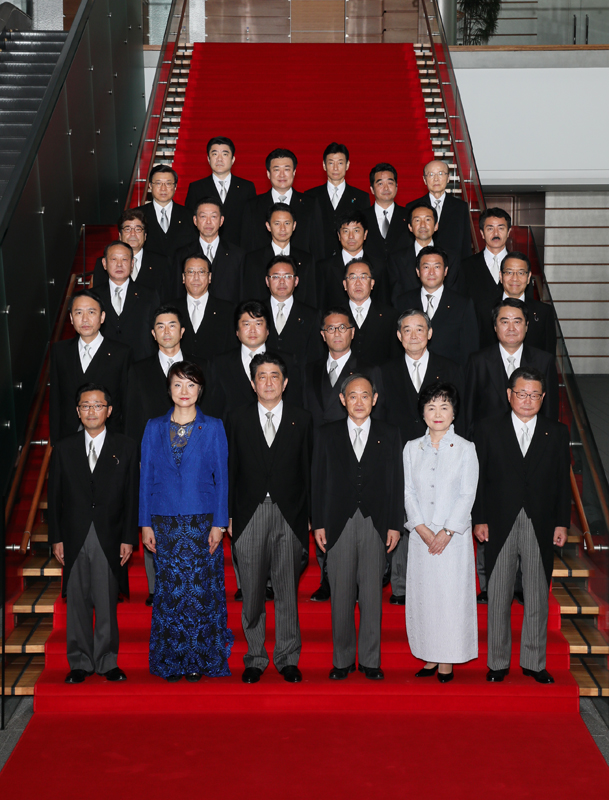
2017年8月7日、第3次安倍第3次改造内閣の副大臣辞令交付後の記念撮影より

2005年の第44回衆議院議員総選挙に神奈川8区から自由民主党公認で立候補し、選挙区では無所属前職の江田憲司、民主党前職の岩國哲人の後塵を拝して落選したが、重複立候補していた比例南関東ブロックで復活し、当選した。2009年の第45回衆議院議員総選挙では、選挙直前にみんなの党を結党した江田や民主党新人の山崎誠に敗れ、比例復活もならずに落選した。落選中の2010年、USTREAMを使ったインターネットTV局「日の出テレビ」を開設し、自身も政治番組のキャスターを務めていた。2012年、第46回衆議院議員総選挙に自民党公認で神奈川8区から立候補し、江田にダブルスコアの大差をつけられ敗れたが、重複立候補していた比例南関東ブロックで復活し、3年3ヶ月ぶりに国政に復帰した。
2013年より、自民党IT戦略特命委員会（現デジタル社会推進特別委員会）の事務局長、IT政策の実務を担い、サイバーセキュリティ基本法、官民データ活用推進基本法等の議員立法の策定に尽力する。ベンチャー企業経営者支援や水素エネルギー政策に関わった。2015年、個人番号（マイナンバー）制度を担当する国務大臣の甘利明により、内閣府大臣補佐官（個人番号（マイナンバー）制度担当）に起用された。2016年、甘利が自らの政治資金に関する疑惑で大臣を辞任したため、それに伴い大臣補佐官を退任した。
2017年2月、石原派を退会した甘利明、田中和徳、2012年に山崎派の石原派への代替わりに反発して退会した山際大志郎、無派閥の中山展宏、福田の5人で麻生派に入会した。同年8月、第3次安倍第3次改造内閣で内閣府副大臣（沖縄及び北方対策、消費者及び食品安全、海洋政策・領土問題、防災、クールジャパン戦略、知的財産戦略、科学技術政策、宇宙政策、沖縄基地負担軽減、国土強靭化、IT政策等を担当）に任命された。

### 希望の党結党と衆議院議員選挙
2017年9月24日、記者会見を行い、内閣府副大臣を辞任したうえで自民党を離党し若狭勝、細野豪志らが結成を目指す新党へ参加する意向を表明した。同日、内閣府副大臣の辞表を提出、翌25日の持ち回り閣議で受理された。25日、自民党に離党届を提出、同党の持ち回り党紀委員会で離党届が受理された。自民党は2015年に小選挙区で連続で落選した議員には次の選挙で比例代表との重複立候補を認めない方針を決めており、福田もその対象となる中で若狭から新党に誘われたため、派閥の領袖である麻生太郎や地元後援会にも報告せず離党を決断した。一方で自民党側は「相手候補（江田憲司）は強い」として福田へは重複立候補禁止の適用を考えていなかったとしている。
同年9月27日、小池百合子東京都知事を代表とする新党「希望の党」設立会見に、結党メンバーとなる国会議員14人の一人として参加した。9月28日、民進党は希望の党への合流を決定。10月2日、枝野幸男が新党「立憲民主党」立ち上げを宣言。同日、東京5区の元衆議院議員の手塚仁雄が新党へ参加する意思を表明。10月3日午後、希望の党は衆院選の第1次公認192人を発表。同党が東京5区に福田を擁立したことが明らかとなった。10月22日の第48回衆議院議員総選挙は、自民党の若宮健嗣が小選挙区で当選。立憲民主党の手塚は比例復活で当選。福田は3番目の得票数で落選、復活当選も果たせなかった。当選挙では希望の党の失速に加え、連合も福田ではなく手塚を支援。福田自身も国替えが響き、街頭演説中に横浜時代の支援者から罵られるなど逆風にあった。また、皮肉にも当選挙では東京5区を地盤としていた元職の三谷英弘が福田の後任として神奈川8区から自民党公認で出馬し、比例復活で返り咲いた。
2018年5月、希望の党が解党し、無所属となった。
2018年より多摩大学大学院にて客員教授を務める。

### 横浜市長選挙
2021年6月1日、同年8月に行われる横浜市長選挙に立候補する意向を表明。6月25日には、統合型リゾート施設（IR）誘致に賛成を表明したが、選挙では62,455票（4.14％）で6位にとどまり、供託金没収点にも届かず落選した。選挙活動においては、コロナ禍での「選挙DX」を掲げ、デジタル選挙事務所、オンライン個人演説会、動画200本による政策解説を行った。

### 起業家として
2021年、多摩大学ルール形成戦略研究所のスピンアウトベンチャーとして、株式会社H2＆DX社会研究所を立ち上げ、代表取締役となる。水素を5感に伝える利活用サービスを提供し、水素を活用した二酸化炭素削減コンサルティング、水素コンロの製造販売を行っている。2023年6月、主要7か国首脳会議(広島サミット)において、水素調理を世界中のメディア及び政府関係者に振舞い、多くの共感を得た。2024年4月には、ショールーム要素を兼ね備えたHydrogenCuisin「icHi」をオープンした。世界に類を見ない水素レストランは、世界中から注目を集めている。

## 政策・主張
- 統合型リゾート (IR) に賛成[29]。
- 行政のデジタル化に賛成[30]。
- 再生エネルギー活用推進に賛成[30]。
- 日本国憲法第9条の改正、集団的自衛権の行使に賛成[31]。
- 原子力発電は日本に必要[31]。
- 内閣総理大臣やその他の国務大臣の靖国神社への参拝は問題ない[31]。
- 村山談話の見直しに反対だが、河野談話の見直しには賛成[31]。
- ヘイトスピーチの法律による規制に賛成[31]。
- 道徳の教科化に賛成[31]。
- カジノの解禁に賛成[31]。
- 日本の核武装について「将来にわたって検討すべきでない」としている[32]。
- 女性宮家の創設に反対[32]。
- 2017年の朝日新聞によるアンケートにおいて、選択的夫婦別姓制度導入に賛成、としている[33]。

## 所属団体・議員連盟
- イクメン議員連盟
- LGBTに関する課題を考える議員連盟（呼びかけ人）
- マンガ・アニメ・ゲームに関する議員連盟（幹事）
- インターネットメディア利活用推進議員連盟（事務局長）
- FCVを中心とした水素社会実現を促進する研究会（事務局長）
- 日本エストニア友好議員連盟（事務局長）
- 日本フィンランド友好議員連盟（事務局長）
- 児童の擁護と未来を考える議員連盟（事務局長）
- 都市農業研究会（事務局次長）
- 超党派マイナンバー利活用促進議員連盟（事務局長）